# (10205) Pokorný
(10205) Pokorný est un astéroïde de la ceinture principale.

## Description
(10205) Pokorny est un astéroïde de la ceinture principale. Il fut découvert le 7 août 1997 à l'Observatoire Kleť par Miloš Tichý et Zdeněk Moravec. Il présente une orbite caractérisée par un demi-grand axe de 2,34 UA, une excentricité de 0,12 et une inclinaison de 5,9° par rapport à l'écliptique.

## Compléments